# Straßenradsport-Weltmeisterschaften 1949
Die Straßenradsport-Weltmeisterschaften 1949 fanden am 20. und 21. August in Kopenhagen statt. Es waren die vierten Straßen-Weltmeisterschaften, die in der dänischen Hauptstadt ausgetragen wurden.

## Renngeschehen
Die Amateurfahrer eröffneten die Straßenweltmeisterschaft am Samstag, dem 20. August, über eine Distanz von 193,6 Kilometern auf einem 8,8 Kilometer langen Rundkurs. Mit einem Schnitt von 39,4 Kilometern pro Stunde siegte der 26-jährige Niederländer Henk Faanhof im Spurt vor Henri Kass aus Luxemburg.
Am Sonntag gingen 35 Berufsfahrer aus 17 Nationen in das 290 Kilometer lange Rennen. Auf dem Rundkurs waren 33 Runden bei regnerischem Wetter zu bewältigen. In der 33. Runde bildete sich eine fünfköpfige Spitzengruppe, unter ihnen der aktuelle Tour-de-France-Sieger Fausto Coppi. Nach 25 Runden bestand die Gruppe nur noch aus vier Fahrern, die schließlich am Ziel den Sieg unter sich ausmachten. Spurtschnellster war der 24-jährige Belgier Rik Van Steenbergen, der ein Mittel von 38,01 Kilometern pro Stunde erreichte. Von den 35 gestarteten Fahrern erreichten nur 22 das Ziel.
Deutsche Fahrer waren auch vier Jahre nach dem Ende des Zweiten Weltkrieges nicht zugelassen. Zwar war der nationale Verband Bund Deutscher Radfahrer im Jahr zuvor wiedergegründet worden, dieser jedoch noch nicht Mitglied des Weltradsportverbandes Union Cycliste Internationale.

## Ergebnisse

### Profis (290 km)
| Platz | Athlet               | Land | Zeit       |
| ----- | -------------------- | ---- | ---------- |
| 1     | Rik Van Steenbergen  | BEL  | 7:34:44 h  |
| 2     | Ferdy Kübler         | SUI  | 7:34:44 h  |
| 3     | Fausto Coppi         | ITA  | 7:34:44 h  |
| 4     | Albéric Schotte      | BEL  | + 3:02 min |
| 5     | Gerrit Schulte       | NED  | + 3:25 min |
| 6     | Ernst Stettler       | SUI  | + 3:28 min |
| 7     | Bim Diederich        | LUX  | + 3:31 min |
| 8     | Camille Danguillaume | FRA  | + 4:18 min |
| 9     | Fiorenzo Magni       | ITA  | + 4:18 min |
| 10    | Maurice Diot         | FRA  | + 4:18 min |
| 11    | Émile Idée           | FRA  | + 4:18 min |

| Platz | Athlet               | Land | Zeit       |
| ----- | -------------------- | ---- | ---------- |
| 12    | Wim van Est          | NED  | + 4:18 min |
| 13    | Gottfried Weilenmann | SUI  | + 4:18 min |
| 14    | Mario Ricci          | ITA  | + 4:18 min |
| 15    | Marcel Ernzer        | LUX  | + 4:18 min |
| 16    | Albert Ramon         | BEL  | + 4:18 min |
| 17    | Luciano Maggini      | ITA  | + 4:18 min |
| 18    | Stan Ockers          | BEL  | + 4:18 min |
| 19    | Raymond Impanis      | BEL  | + 4:18 min |
| 20    | Sjef Janssen         | NED  | + 4:18 min |
| 21    | Fritz Schär          | SUI  | + 4:18 min |
| 22    | Jean Rey             | FRA  |            |

### Amateure (193,6 km)
| Platz | Athlet         | Land | Zeit (h) |
| ----- | -------------- | ---- | -------- |
| 1     | Henk Faanhof   | NED  | 4:53:42  |
| 2     | Henri Kass     | LUX  | 4:53:42  |
| 3     | Hubert Vinken  | NED  | 4:54:04  |
| 4     | Serge Blusson  | FRA  | 4:54:04  |
| 5     | Robert Varnajo | FRA  | 4:54:04  |
| 6     | Walter Bucher  | SUI  | 4:54:04  |
| 7     | Hans Born      | SUI  | 4:54:04  |
| 8     | Roger Hureaux  | FRA  | 4:54:04  |
| …     |                |      | …        |